# Gruppo di NGC 2415
Il Gruppo di NGC 2415 comprende almeno nove galassie situate nella costellazione dei Gemelli e della Lince.

## Descrizione
La distanza media tra il centro di massa di questo gruppo e la nostra Via Lattea è di circa 189 milioni di anni luce (58,1 Mpc).

## Membri
Nella tabella sottostante sono riportati i membri del gruppo indicati da Garcia nel suo articolo del 1993.
| Nome     | Costellazione | Classificazione | Tipo                            | RA (J2000.0)  | DEC (J2000.0) | Velocità radiale (km/s) | Magnitudine apparente | Distanza (Mpc) | Dimensioni (kal) |
| -------- | ------------- | --------------- | ------------------------------- | ------------- | ------------- | ----------------------- | --------------------- | -------------- | ---------------- |
| NGC 2415 | Gemelli       | Im?             | Irregolare magellanica          | 07h 36m 56.7s | 35° 14′ 31″   | 3783 ± 5                | 12,4                  | 58,0 ± 4,1     | 56               |
| NGC 2444 | Lince         | S0 pec (Ring A) | Lenticolare a anello            | 07h 46m 53.0s | 39° 01′ 55″   | 4048 ± 17               | 13,2                  | 61,9 ± 4,3     | 129              |
| NGC 2445 | Lince         | Im pec (Ring B) | Irregolare magellanica a anello | 07h 46m 55.1s | 39° 00′ 55″   | 4002 ± 8                | 13,3                  | 61,3 ± 4,3     | 177              |
| NGC 2476 | Lince         | E?              | Ellittica                       | 07h 56m 45.2s | 39° 55′ 40″   | 3729 ± 18               | 12,6                  | 57,3 ± 4,0     | 91               |
| NGC 2493 | Lince         | SB0             | Lenticolare                     | 08h 00m 23.6s | 39° 49′ 50″   | 3889 ± 14               | 12,0                  | 59,7 ± 4,2     | 115              |
| NGC 2524 | Lince         | S0/a            | Lenticolare                     | 08h 08m 09.6s | 39° 09′ 27″   | 3917 ± 2                | 12,7                  | 60,3 ± 4,2     | 79               |
| NGC 2528 | Lince         | SAB(rs)b        | Spirale intermedia              | 08h 07m 24.8s | 39° 11′ 40″   | 3929 ± 1                | 12,6                  | 60,5 ± 4,2     | 94               |
| UGC 3937 | Lince         | SB?             | Spirale barrata                 | 07h 37m 35.2s | 35° 36′ 21″   | 4000 ± 5                | 12,18 ± 0,02          | 61,2 ± 4,3     | 95               |
| UGC 3944 | Lince         | Scd?            | Spirale                         | 07h 38m 36.5s | 37° 38′ 01″   | 3898 ± 4                | 12,60                 | 59,7 ± 4,2     | 113              |

Il sito DeepskyLog permette di trovare agevolmente le costellazioni in cui sono situate le galassie; in alternativa si possono utilizzare le coordinate delle galassie per individuarle. Se non altrimenti indicato, le coordinate sono quelle fornite dal sito NASA/IPAC (National Aeronautics and Space Administration / Infrared Processing and Analysis Center).